# Semjon Kratschinow
Semjon Kratschinow (russisch Семён Крачинов, engl. Transkription Semen Krachinov; * 1986 in Minsk) ist ein russischer Tempo-Jongleur.

## Leben
Semjon Kratschinow stammt aus einer Zirkusfamilie aus Russland und begann im Alter von vier Jahren in der Zirkusmanege.
Kratschinow gewann als 17-Jähriger die Goldmedaille beim Zirkusfestival in Moskau, später die Silbermedaille in Paris, die Bronzemedaille in China sowie auch Bronze beim Festival Mondial du Cirque de Demain in Paris. Er arbeitete im leicht spanisch angehauchten Stil mit bis zu elf Bällen, was 2011 Weltrekord war.
Zu sehen war er in Deutschland im Rahmen verschiedener GOP-Shows in Bad Oeynhausen, Essen und Münster sowie auch an anderen Häusern, beispielsweise im Parktheater Göggingen, im Leipziger Krystallpalast, im Kulturzentrum Tollhaus, im Düsseldorfer Apollo Varieté, im Berliner Wintergarten, im Essener Jagdhaus Schellenberg und im Circus Knie. Shows von ihm wurden auch im Fernsehen übertragen.
Sein Bruder Wiktor Kratschinow, mit dem er auch zusammen auftritt, jongliert ebenfalls.